# 大列瓦達
49°4′12″N 26°35′9″E / 49.07000°N 26.58583°E
大萊瓦達（烏克蘭語：Велика Левада）是位於烏克蘭西部的村莊，由赫梅利尼茨基州裡赫梅利尼茨基區的霍羅多克市鎮負責管轄。該村始建於1740年，面積1.26平方公里，海拔高度273米，2001年人口698。